# Femfaldiga tjänsterna
De femfaldiga tjänsterna kallas inom karismatisk kristen tro de fem gåvor i form av ämbeten eller tjänster som nämns i Efesierbrevets fjärde kapitel och elfte vers. Dessa är apostel, profet, evangelist, herde och lärare.